# Каня-Польська
Каня-Польська (пол. Kania Polska) — село в Польщі, у гміні Сероцьк Леґьоновського повіту Мазовецького воєводства.
Населення — 98 осіб (2011).
У 1975-1998 роках село належало до Варшавського воєводства.

## Демографія
Демографічна структура станом на 31 березня 2011 року:
|          | Загалом | Допрацездатний вік | Працездатний вік | Постпрацездатний вік |
| -------- | ------- | ------------------ | ---------------- | -------------------- |
| Чоловіки | 51      | 7                  | 36               | 8                    |
| Жінки    | 47      | 9                  | 24               | 14                   |
| Разом    | 98      | 16                 | 60               | 22                   |